# 유지상
유지상(劉智相, 1962년~)은 대한민국의 교육인이다.
서울 출신으로 서울대학교 공과대학 전자공학과를 졸업한 후, 동대학원에서 전자공학 전공으로 공학석사학위를 받았다. 이후 미국 퍼듀대학교(Purdue Univ.) 전기공학과(Electrical Engineering, EE)에서 공학박사학위를 받았다. 1993년과 1994년에는 ㈜현대전자에서 선임연구원으로 근무했으며, 1994년부터 1997년까지 한림대학교 전자공학과 조교수로 재직하였다. 1997년부터 광운대학교에서 조교수, 부교수, 정교수를 거쳐 광운대학교 총장을 역임하고 현재 정교수로 재직 중이다.
주요 보직은 정보통신처장(2013), 정보과학교육원장(2007~2008) 등을 역임했으며 KBS 경영평가위원, 미래창조과학부 ICT 정책고객대표자회의위원, 차세대방송기술협의회 의장, ETRI 저널 세션편집위원장을 역임했다. 현재 메타버스얼라이언스 의장, 한국소프트웨어산업협회 정책자문위원, 21세기방송통신소포럼 위원, 메타버스미래포럼 자문위원 등을 맡고 있다.

## 학력
- 1981 ~ 1985 서울대 공과대학 전자공학과 공학사
- 1985 ~ 1987 서울대 대학원 전자공학과  공학석사
- 1988 ~ 1993 퍼듀대학교(Purdue Univ.) EE. Ph. D.

## 주요경력

### 학교 경력
- 1997.09 ~ 현재 광운대학교 전자공학과 교수
- 2020.04 ~ 2022.01 한국사립대학총장협의회 부회장
- 2020.04 ~ 2021.03 한국대학교육협의회 이사
- 2020.03 ~ 2021.02 서울총장포럼 회장
- 2019.03 ~2022.01 캠퍼스타운 정책협의회 부회장
- 2019.03 ~ 2020.02 서울총장포럼 감사
- 2019.03 ~ 2021.02 한국대학사회봉사협의회 회장[2]
- 2018.01 ~ 2022.01 광운대학교 총장[3]
- 2013.02 ~ 2014.01 광운대학교 정보통신처 처장
- 2007.02 ~ 2009.01 광운대학교 정보과학교육원 원장
- 2006.02 ~ 2007.01 광운대학교 정보통신대학원 교학부장
- 2002.02 ~ 2004.01 광운대학교 교무연구처 부장(연구처 총괄)
- 2001.02 ~ 2002.01 광운대학교 전자공학과 학과장
- 2004.03 ~ 2005.02 일리노이 주립대 (어바나-샴페인) 연구교수
- 1997.09 ~ 2017.12 광운대학교 전자공학과 조교수/부교수/정교수
- 1994.09 ~ 1997.08 한림대학교 전자공학과 조교수

### 광운대학교 주요 위원회 경력
- 2017 도서관 운영위원회
- 2017 교수학습센터 운영위원회
- 2013 인사위원회
- 2012 정보통신평가 운영위원회
- 2010 언론위원회
- 2003 ∼ 2004 교양교육연구위원회 / 교양학부 신설 주도
- 2002 업적평가위원회
- 2001 행정제도개선위원회 / 행정조직 개편 주도
- 2000 공간위원회 / 참빛관 배실 주도

### 학회관련 경력
- 2017.04 ~ 2018.01 ETRI Journal 세션편집위원장
- 2016.01 ~ 2018.12 한국방송·미디어공학회 부회장
- 2007.03 ~ 현재 한국방송·미디어공학회 실감방송연구회 의장
- 2007.01 ~ 2016.12 한국방송·미디어공학회 방송정책연구회 의장
- 2016.01 ~ 2017.12 한국영상제작학회 수석부회장
- 2009.01 ~ 현재 대한전자공학회 신호처리소사이어티 이사
- 2009.01 ~ 현재 한국통신학회, 대한전자공학회 및 한국방송·미디어공학회종신회원
- 2003.01 ~ 현재 IEEE Senior Member

### 정부 미래창조과학부/방송통신위원회 활동 경력
- 2023.05 ~ 현재 KTOA KIF 투자운영위원회 위원
- 2022.12 ~ 현재 ICT 연구개발사업 종합심의위원회(과기정통부) 위원
- 2022.07 ~ 현재 메타버스얼라이언스 의장
- 2022.07 ~ 현재 메타버스 경제활성화 민관 TF(과기정통부) 위원
- 2022.09 ~ 현재 한국소프트웨어산업협회 정책자문위원
- 2022.03 ~ 현재 메타버스미래포럼 자문위원
- 2016.08 ~ 2016.11 유료방송 발전 연구반(미래부) 위원
- 2013.08 ~ 2018.08 ICT 정책고객 대표자 회의(미래부) 위원
- 2013.10 ~ 2014.12 700MHz 활용방안 연구반(미래부, 방통위) 위원
- 2013.10 ~ 2014.03 UHD 연구반 유료방송분과(미래부) 위원장
- 2013.04 ~ 2013.07 차세대 방송기술 협의회(미래부) 의장
- 2012.05 ~ 2012.12 디지털전환 손실보상위원회(방통위) 위원
- 2012.01 ~ 2012.12 고화질 3DTV시범방송활성화위원회(방통위) 위원
- 2011.11 ~ 2022.02 실감미디어포럼 운영위원회(미래부) 부의장
- 2011.01 ~ 2014.12 기술기준 자문위원회(방통위) 위원
- 2010.01 ~ 2011.12 고화질 3DTV 실험방송 TF(방통위) 팀장
- 2010.01 ~ 2010.10 한국특허정보원 3DTV표준특허분석(특허청)자문위원회 위원장
- 2010.01 ~ 2010.12 방송콘텐츠 제작자 협의회(방통위) 자문

### 방송통신미디어 관련 경력
- 2016.09 ~ 현재 (사) 21세기 방송통신연구소포럼 위원
- 2014.01 ~ 2014.05 2013년 KBS 경영평가위원회 위원
- 2013.05 ~ 2014.12 LG전자 TV 사업부 자문교수
- 2012.01 ~ 2013.12 실감미디어방송 PG(PG 806)(TTA) 의장
- 2010.01 ~ 2011.12 3DTV PG(PG 806) (TTA)부의장
- 2010.04 ~ 2013.12 방송장비인증센터 기술협의회(TTA) 위원
- 2010.01 ~ 현재 한국케이블TV방송협회 자문교수
- 2005.03 ~ 2010.10 실감미디어산업협회 부회장
- 2005.01 ~ 2013.12 차세대방송표준포럼 실감방송 분과(TTA) 의장

### 기타 경력
- 2022.03~ 2022.05 대통령직인수위원회 과학기술교육분과 자문위원
- 2021.12 ~ 2022.03 국민의힘 선거대책위원회 총괄특보단 디지털혁신특보
- 2017.09 ~ 2018.08 K-쇼핑 시청자위원[4]
- 2017.05 ~ 2018.03 ETRI 저널 세션편집위원장
- 2011.01 ~ 현재 국비유학한림원 회원
- 2004.01 ~ 2017.12 다수 정부과제 기획위원회(방통위, 지경부, 문화부 등)
- 2000.04 ~ 2002.03 (주) Qplus 창업
- 2000.03 ~ 2002.12 (주) Intis 창업
- 2000.03 ~ 2002.12 한국전자통신연구소(ETRI)  초빙연구원
- 1993.09 ~ 1994.08 현대전자산업(주) 산업전자연구소 선임연구원
- 1993.05 ~ 1993.08 미국 퍼듀대학교 (Purdue Univ.) EE, 박사후 연구원
- 1987.05 대한민국 문교부 국비유학생 선발
- 1987.08 ~ 1988.02 석사특수전문요원 (예사 9기, 육군소위 전역)

## 수상경력
- 2023     부총리 겸 교육부장관 표창
- 2023     광운대학교 참빛교육상
- 2020     녹조근정훈장
- 2019     미국퍼듀대총동창회 공로상
- 2009.12 방송통신위원회 위원장 표창장
- 2008.05 광운대학교 공로상
- 2008.02 제15회 한국반도체학술대회 Altera Award 부문 우수상
- 2007.11 한국방송공학회 공로상
- 2005.11 SoC 2005 & 차세대 PC 산업전시회 우수전시물상 한국소프트웨어진흥원
- 2004.12 한국통신학회 모토롤라 학술상